# Michael Huth (Eiskunstläufer)

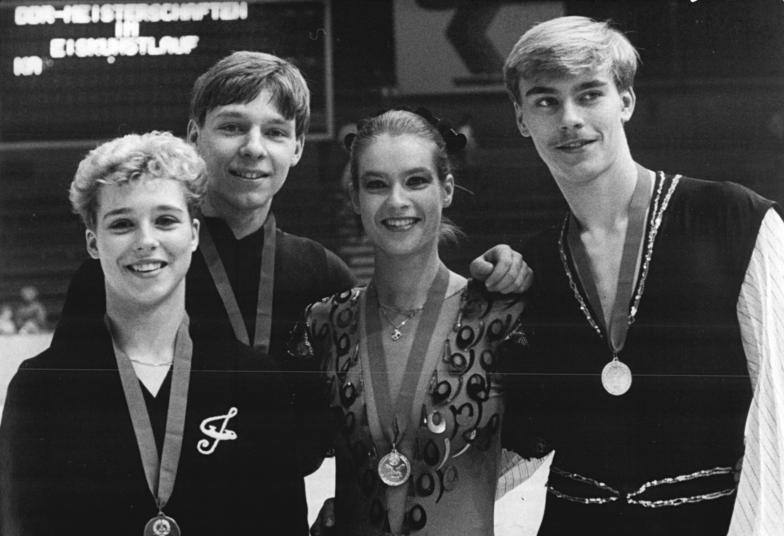
Michael Huth (rechts) mit Katarina Witt, Peggy Schwarz und Alexander König im Jahr 1987

Michael Huth (* 2. September 1969 in Dresden) ist ein deutscher Eiskunstlauftrainer und früherer Eiskunstläufer.
Michael Huth begann im Alter von fünf Jahren mit dem Eislaufen. Er war in Dresden und Chemnitz – hier unter Trainerin Jutta Müller – als Einzel- und Paarläufer aktiv. Huth wurde im Jahr 1988 für den SC Einheit Dresden DDR-Meister und gehörte in dieser Saison zum ostdeutschen Olympiateam in Calgary. Nach seinem Karriereende studierte er Sportwissenschaft an der DHfK Leipzig, der TU München und der Universität Köln. Derzeit (2017/2018) ist er als Trainer in Oberstdorf, in Vesileppis und in Gröden tätig.
Seine herausragenden Erfolge als Trainer erreichte Michael Huth mit den Europameistern Carolina Kostner (2007, 2008, 2010, 2012 und 2013, Weltmeisterin 2012) und Tomáš Verner (2008). Aktuell trainiert er in Oberstdorf die mehrfache deutsche Meisterin Nicole Schott sowie mehrere deutsche Nachwuchstalente. Weitere bekannte ehemalige Schützlinge Huths sind Evelyn Großmann, Susanne Stadlmüller, Sydne Vogel, Sarah-Michelle Villanueva, Anton Kowalewskyj, Annette Dytrt, Kristin Wieczorek und Silvio Smalun.

## Ergebnisse
| Wettbewerb / Jahr       | 1988 |
| ----------------------- | ---- |
| Olympische Winterspiele | 23.  |
| Europameisterschaften   | 17.  |
| DDR-Meisterschaften     | 1.   |